# Pagėgiai
Pagėgiai (tyska: Pogegen) är en ort i Litauen. Den ligger i den västra delen av landet, 220 km väster om huvudstaden Vilnius. Pagėgiai ligger 23 meter över havet och antalet invånare är 2 363.
Terrängen runt Pagėgiai är platt. Runt Pagėgiai är det glesbefolkat, med 15 invånare per kvadratkilometer. Pagėgiai är det största samhället i trakten. Omgivningarna runt Pagėgiai är en mosaik av jordbruksmark och naturlig växtlighet.